# Matías Sánchez (pallavolista)
Matías Sánchez Pages (San Juan, 20 settembre 1996) è un pallavolista argentino, palleggiatore del Tourcoing.

## Palmarès

### Club
- Coppa ACLAV: 1

2014
- Coppa Desafío: 1

2017
- Coppa Argentina: 2

2017, 2018

### Nazionale (competizioni minori)
- Campionato mondiale Under-21 2015
- Coppa panamericana 2016
- Coppa panamericana Under-23 2016
- Campionato mondiale Under-23 2017
- Coppa panamericana 2018
- Coppa panamericana 2019
- Giochi panamericani 2019

### Premi individuali
- 2013 - Campionato mondiale Under-19: Miglior palleggiatore
- 2015 - Campionato mondiale Under-21: Miglior palleggiatore
- 2016 - Coppa panamericana: Miglior palleggiatore
- 2016 - Coppa panamericana Under-23: Miglior palleggiatore
- 2017 - Campionato mondiale Under-23: Miglior palleggiatore
- 2018 - Coppa panamericana: Miglior palleggiatore
- 2019 - Giochi panamericani: Miglior palleggiatore
- 2019 - Campionato sudamericano: Miglior palleggiatore